# Плумас-Лейк (Каліфорнія)
Плумас-Лейк (англ. Plumas Lake) — переписна місцевість (CDP) в США, в окрузі Юба штату Каліфорнія. Населення — 8126 осіб (2020).

## Географія
Плумас-Лейк розташований за координатами 38°59′32″ пн. ш. 121°33′29″ зх. д. / 38.99222° пн. ш. 121.55806° зх. д. (38.992335, -121.557960).  За даними Бюро перепису населення США в 2010 році переписна місцевість мала площу 21,71 км², уся площа — суходіл.

## Демографія
Згідно з переписом 2010 року, у переписній місцевості мешкали 5853 особи в 1745 домогосподарствах у складі 1467 родин. Густота населення становила 270 осіб/км².  Було 1924 помешкання (89/км²).
Расовий склад населення:
| - 67,0 % — білих - 8,1 % — азіатів - 6,4 % — чорних або афроамериканців - 1,2 % — корінних американців - 0,8 % — вихідців з тихоокеанських островів - 7,7 % — осіб інших рас |

До двох чи більше рас належало 8,8 %. Частка іспаномовних становила 22,4 % від усіх жителів.
За віковим діапазоном населення розподілялося таким чином: 36,6 % — особи молодші 18 років, 60,0 % — особи у віці 18—64 років, 3,4 % — особи у віці 65 років та старші. Медіана віку мешканця становила 29,1 року. На 100 осіб жіночої статі у переписній місцевості припадало 104,6 чоловіків;  на 100 жінок у віці від 18 років та старших — 99,0 чоловіків також старших 18 років.
Середній дохід на одне домашнє господарство  становив 84 546 доларів США (медіана — 79 094), а середній дохід на одну сім'ю — 84 136 доларів (медіана — 79 469). Медіана доходів становила 56 503 долари для чоловіків та 53 250 доларів для жінок. За межею бідності перебувало 4,4 % осіб, у тому числі 2,4 % дітей у віці до 18 років та 20,5 % осіб у віці 65 років та старших.
Цивільне працевлаштоване населення становило 2708 осіб. Основні галузі зайнятості: освіта, охорона здоров'я та соціальна допомога — 26,8 %, публічна адміністрація — 16,1 %, роздрібна торгівля — 15,1 %.